# Campylocheta orientalis
Campylocheta orientalis är en tvåvingeart som först beskrevs av Townsend 1928.  Campylocheta orientalis ingår i släktet Campylocheta och familjen parasitflugor. Inga underarter finns listade i Catalogue of Life.